# Конари (Малопольське воєводство)
Конари (пол. Konary) — село в Польщі, у гміні Могиляни Краківського повіту Малопольського воєводства.
Населення — 1091 особа (2011).
У 1975-1998 роках село належало до Краківського воєводства.

## Демографія
Демографічна структура станом на 31 березня 2011 року:
|          | Загалом | Допрацездатний вік | Працездатний вік | Постпрацездатний вік |
| -------- | ------- | ------------------ | ---------------- | -------------------- |
| Чоловіки | 564     | 123                | 386              | 55                   |
| Жінки    | 527     | 125                | 312              | 90                   |
| Разом    | 1091    | 248                | 698              | 145                  |